# 善長寺 (板橋区)
善長寺（ぜんちょうじ）は、東京都板橋区にある曹洞宗の寺院。

## 歴史
延宝年間（1673年-1681年）、円福寺第7世住職安山雲泰によって開山された。地元住民の松浦長十郎の土地や資材の寄進があったことから、円福寺住職の隠居寺として創建したという。
ただ当寺に残されている位牌には「当寺開山祥庵存佐和尚」（1655年寂）のものがあり、真の開山は祥庵存佐で、延宝以前からあった可能性もある。
1874年（明治7年）に寺子屋が開かれ、1877年（明治10年）の「福寿学校」開校のきっかけとなった。

## 境内祠
- 大鷲神社

12月の酉の日に酉の市が開かれている。

## 寺宝等
- 釈迦三尊像
- 地蔵菩薩立像
- 弁才天坐像
- 釈迦如来坐像
- 達磨大師像
- 閻魔王像

## 交通アクセス
- 蓮根駅より徒歩10分。